# Jean-Pierre Bonny
Pour les articles homonymes, voir Bonny.
Jean-Pierre Bonny, né le 20 juin 1931 à Berne (originaire de Berne et Chevroux), est un homme politique suisse, membre du parti libéral-radical.
Il est député du canton de Berne au Conseil national de 1983 à 1999. Il est également le fondateur de la Fondation Bonny pour la liberté.

## Biographie
Fils de Jules Auguste, un fonctionnaire postal, Jean-Pierre Bonny termine sa maturité gymnasiale en 1950 à Berne. Il étudie ensuite le droit à l'Université de Berne. Il passe le brevet d'avocat en 1956. Il travaille ensuite de 1957 à 1961 dans l'Administration fédérale des finances, puis chez Swissair en 1962. De 1963 à 1972, il est à l'USAM, puis à l'Office fédéral de l'industrie, des arts et métiers et du travail (Ofiamt) de 1972 à 1984, prenant le poste de directeur en 1974. À partir de 1984, il ouvre son propre bureau de consultant en économie.
N'ayant hérité que 80 000 CHF de ses parents, il fait fortune dans la bourse, notamment en investissant dans Galenica.
Bonny est également membre de divers conseils d'administration au cours de sa carrière, comme la SGA, Galenica, Ascom, Berna Biotech et Frutiger SA (de).
Il est marié à Anna Maria Casetta (fille d'Alessandro) et habite à Bremgarten bei Bern. À l'armée, il a le grade de colonel.

## Parcours politique
Jean-Pierre Bonny rejoint le parti libéral-radical. Il commence son parcours politique au niveau communal, par son élection en 1960 au législatif de la commune de Berne (Conseil de ville) jusqu'en 1962 ; il rejoint ensuite le Conseil communal (exécutif) de la commune de Bremgarten bei Bern de 1967 à 1974. Parallèlement, il est élu en 1970 député au Grand Conseil bernois où il siège trois ans jusqu'en 1973.
Lors des élections fédérales de 1983, il est élu au Conseil national. Il siège quatre législatures, jusqu'en 1999. Il est notamment président de la commission des finances de 1992 à 1993. Bonny est l'initiateur de l'arrêté fédéral en faveur des zones économiques en redéploiement, dit arrêté Bonny. Celui-ci, prolongé plusieurs fois par le parlement, limite la charge fiscal de l'impôt fédéral sur certaines régions afin d'améliorer leur développement économique.

## Fondation Bonny pour la liberté
Jean-Pierrre Bonny fonde en 2013 la Fondation Bonny pour la liberté (Bonny-Stiftung für die Freiheit), avec une dotation initiale de dix millions de francs issus de sa fortune personnelle. La fondation a pour but de s'engager pour la défense de la liberté, une valeur que Bonny estime en « danger croissant » dans la société contemporaine. La fondation distribue notamment chaque année un prix doté de 100 000 francs suisses à une personnalité ou une institution qui s'engage pour l'idéal de liberté.